# Губа Эйна
Губа Эйна — залив южного берега п-ва Рыбачий (Мурманская область), является северной частью Мотовского залива Баренцева моря.
Название губы происходит от саамского языческого божества Эй (Эйн), по имени которого также названы одноименная гора, мыс и река Большая Эйна. Такое происхождение названия губы предполагает наличие в прошлом на ее берегах саамского капища, посвященному этому божеству.
Губа Эйна имеет два входных мыса — высокий и обрывистый восточный и низкий и пологий западный. На восточном берегу губы расположена гора Эйна (299 м) — наивысшая точка полуострова. Берега губы от входных мысов постепенно понижаются к вершине залива, где переходят в низменную долину, покрытую кустарником. В вершину губы впадает река Большая Эйна, образуя наносную отмель шириной около 300 м. С западного берега губы в нее стекает ручей Железный. Берега губы окаймлены осыхающей на отливе каменистой отмелью. Глубины входа в губу составляют около 60 м, уменьшаясь к берегам и вершине. На дне губы есть несколько затонувших судов. На расстоянии около 1 км от устья реки Большая Эйна расположена небольшая банка Эйновская с наименьшими глубинами около 3 м. У западного берега губы Эйна находятся сваи разрушенного причала.
Губа Эйна активно использовалась советскими войсками во время Великой Отечественной войны. 10 июля 1941 года первое советское научно-исследовательское судно рыбохозяйственной отрасли «Персей», шедшее в губе с грузом медикаментов и продовольствия для советской армии, было атаковано немецкими самолётами. Повреждённый горящий «Персей», вооружённый единственным пулеметом «Максим», капитаном был выброшен на мелководье. Впоследствии корпус «Персея» использовался как причал для подкреплений, приходящих на помощь защитникам полуострова Рыбачий. Изначально «Персей» был построен в 1922 году как двухмачтовая деревянная зверобойная шхуна водоизмещением около 500 тонн, несколько приспособленная для плавания в ледовых условиях.
Летом 2023 г. на западном берегу губы Эйна силами Всеросийского научно-исследовательского института морского рыбного хозяйства и океанографии установлен и торжественно открыт памятный знак, посвященный героической судьбе научно-исследовательского судна "Персей"